# Phyllobates terribilis
Broasca sageata albastra

Phyllobates terribilis este o specie de amfibieni aparținând familiei Dendrobatidae, specie endemică pe coasta pacifică a Columbiei. Specia este toxică deoarece secretă prin glandele pielii o toxină numită batrachotoxină (fr/en).
Are o lungime de doar 5 cm, dar otrava ei e de cel putin 20 de ori mai puternică decât cea a oricărei broaște și poate omorî pe oamenii care doar o ating.
Este una dintre cele trei specii folosite de triburile locale pentru otrăvirea vârfurilor săgeților. Săgeata este pur și simplu frecată de pielea broaștei și este gata de folosire.
Otrava rămâne eficientă timp de peste un an.